# Matt Cavenaugh
William Matthew Cavenaugh, dit Matt Cavenaugh, est un acteur américain né le 31 mai 1978 à Jonesboro dans l'Arkansas.

## Filmographie
- 1989 : Little Monsters : Little monster
- 2003 : Sexual Dependency : Sean
- 2004 : On ne vit qu'une fois (TV) : Marl Solomon
- 2006-2007 : As the World Turns (TV) : Adam Munson
- 2009 : New Brooklyn : Brad Steward

## Scène
- The Pirates of Penzance - Samuel (1997)
- Place au rythme - Val (1999)
- A Little Night Music - Henrik (2000)
- Ragtime - Younger Brother (2001)
- Strike Up the Band - Cast Member (2002)
- Footloose - Ren (2002)
- The Picture of Dorian Gray - Dorian Gray (2002)
- Thoroughly Modern Millie - Jimmy Smith (2003 National Tour)
- Urban Cowboy - Bud (2003 Broadway)
- Palm Beach, The Screwball Musical - Lance (2005, La Jolla Playhouse)
- Grey Gardens - Joseph Patrick Kennedy, Jr., Jerry Torre (2006 Off-Broadway)
- Anything Goes - Billy Crocker  (2006, Williamstown Theatre Festival)
- Grey Gardens - Joseph Patrick Kennedy, Jr., Jerry Torre (2006 Broadway)
- A Catered Affair - Ralph Halloran (2008 Broadway)
- West Side Story - Tony (2009 Broadway)
- It's a Bird... It's a Plane... It's Superman - Superman/Clark Kent (2010 Dallas)
- Death Takes a Holiday - Eric Fenton (2011 Off-Broadway)